# 석굴
석굴(石窟, Grotto)은 현대와 고대의, 역사적으로나 선사 시기의 천연 또는 인공 동굴이다. 자연 발생 석굴사원은 보통 만조 시 범람하는 물 주변에 작은 동굴 모습을 갖춘 경우가 많다. 인공 석굴의 경우 정원용으로 사용되기도 한다. 조석수이든 언덕 위 높은 곳이든 관계없이 그로토는 일반적으로 석회암 지질로 구성된다.

## 용어
그로토(Grotto)라는 단어는 이탈리아어 grotta, 속라틴어 grupta, 라틴어 crypta(크립트)에서 유래한다. 단어 grotesque의 역사적 사건과 관련되기도 한다.

## 고대
그로토는 그리스와 로마 문화에서 매우 대중적이다. 델포이, 코린토스, 클라로스의 아폴로의 신탁의 한 특징이기도 했다.

## 갤러리

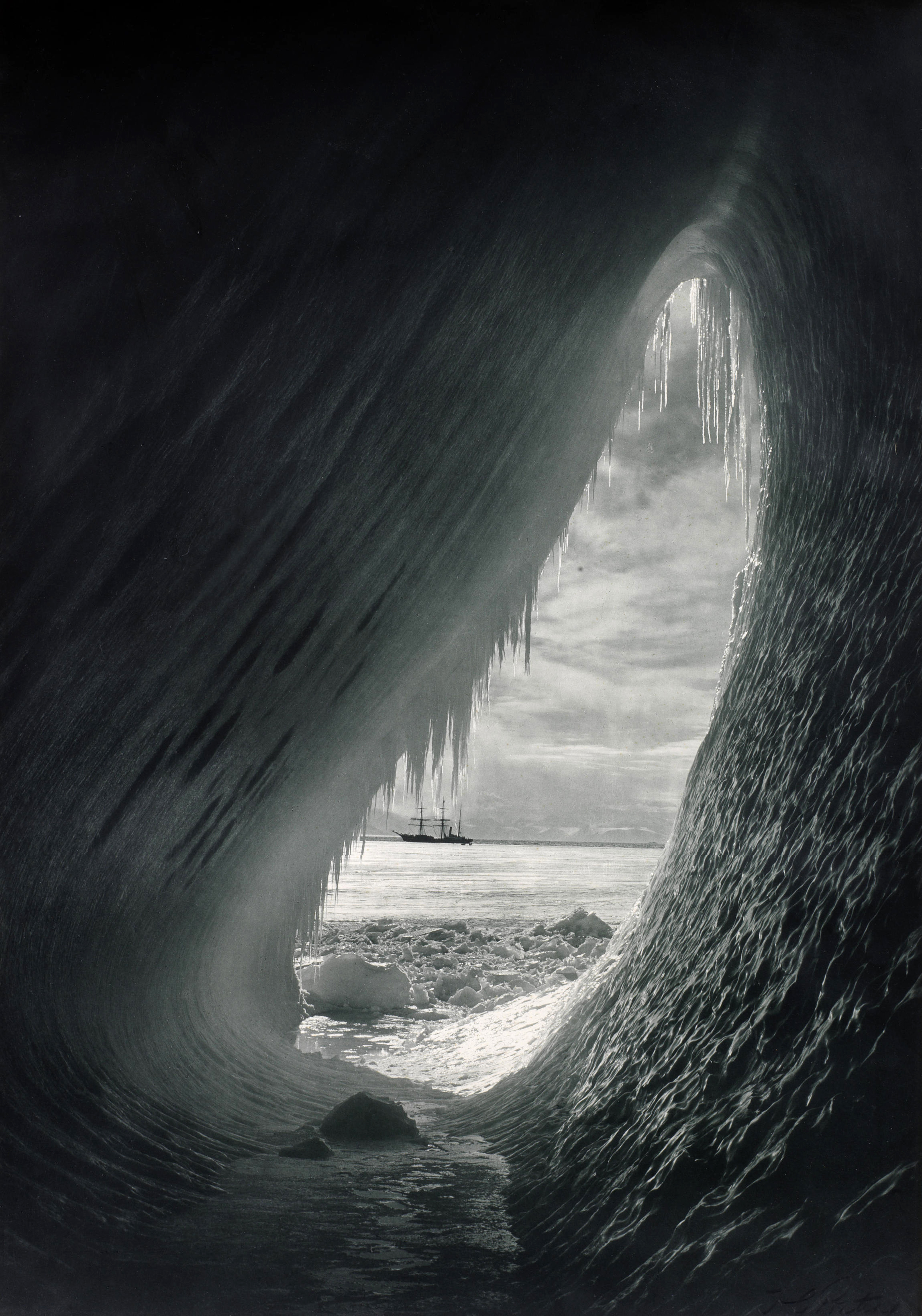
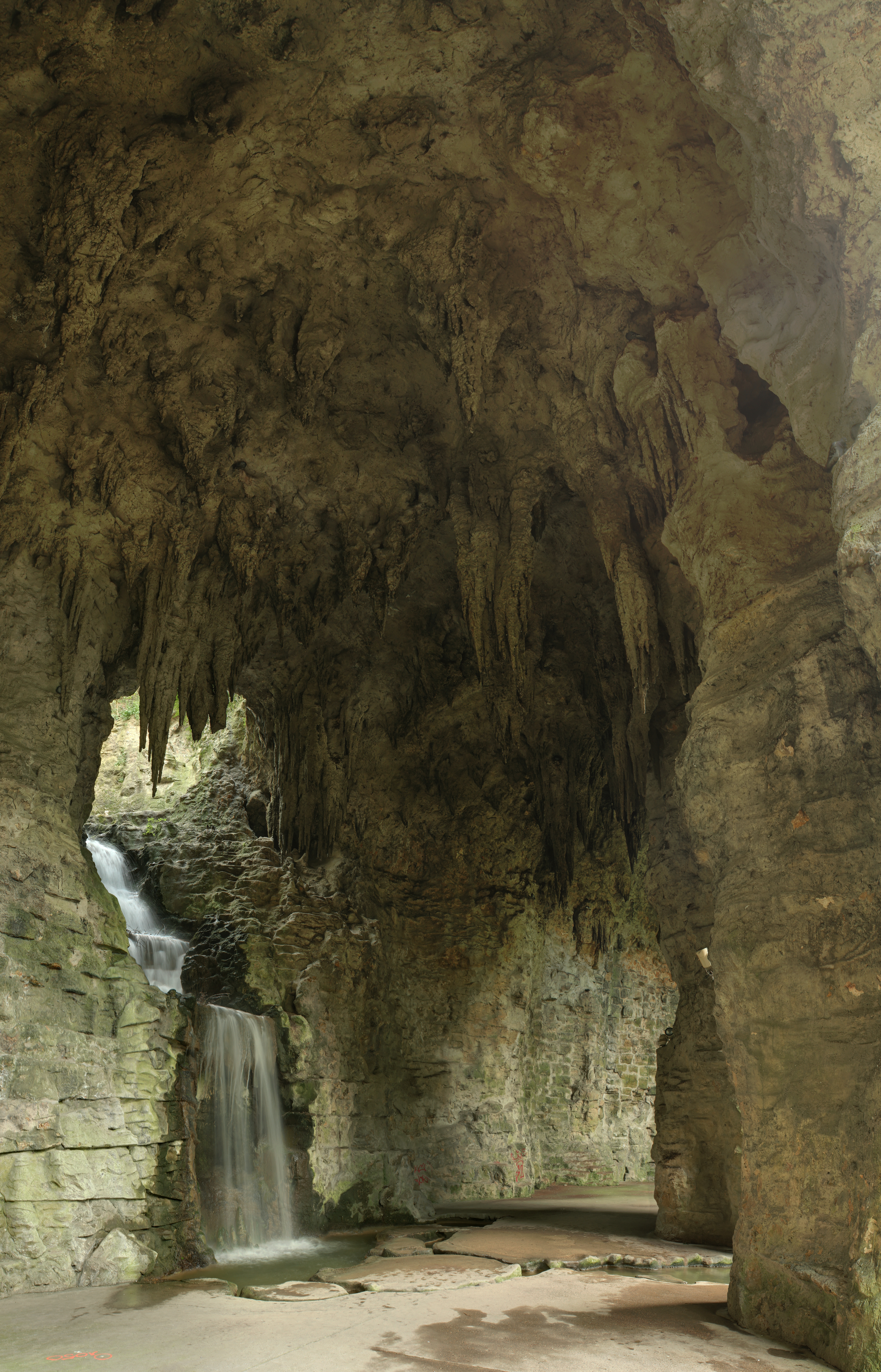
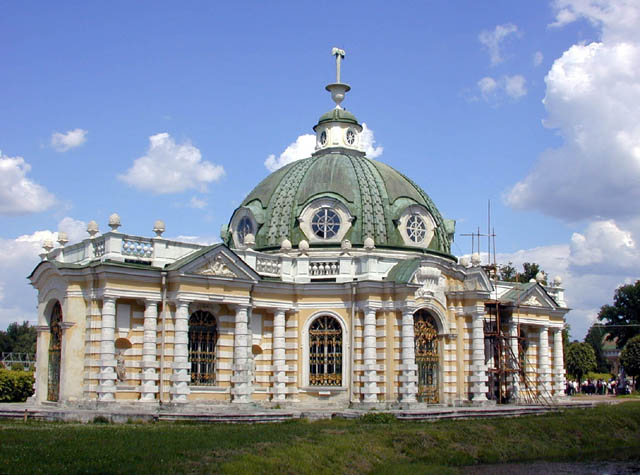
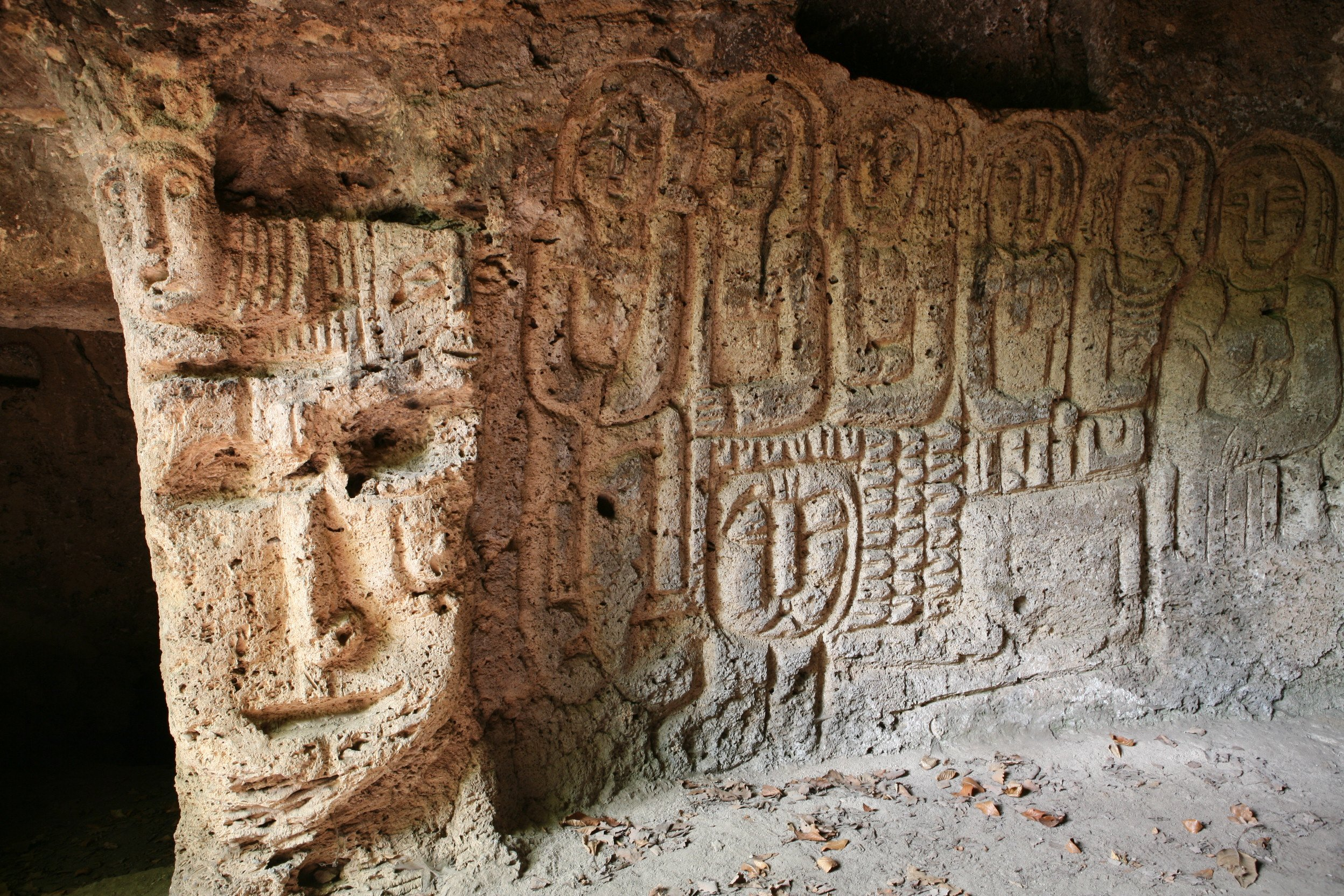
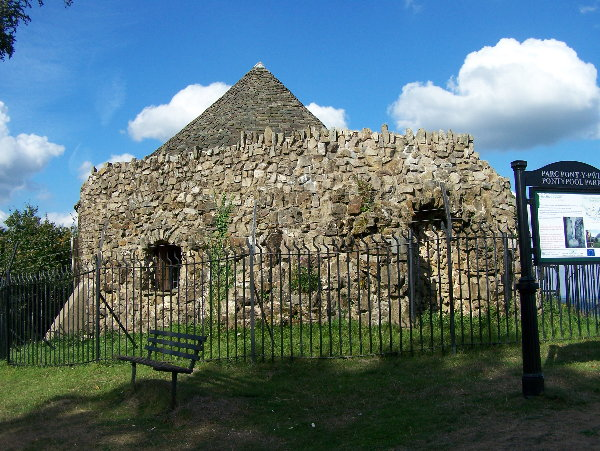
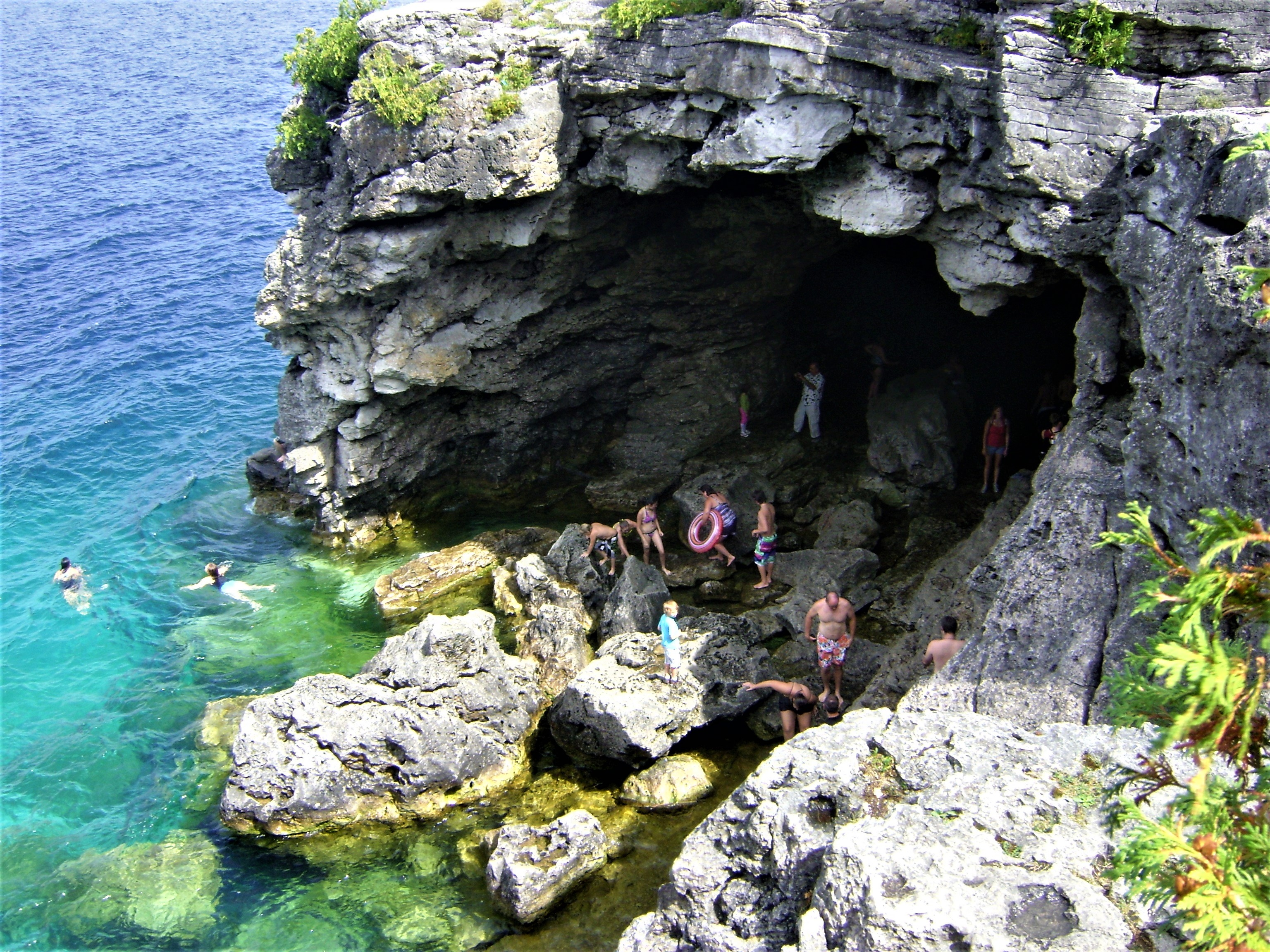

## 같이 보기
- 동굴
- 브루클린교
- 동천 (도교)
- 카르스트